# Trzy zasady ludowe

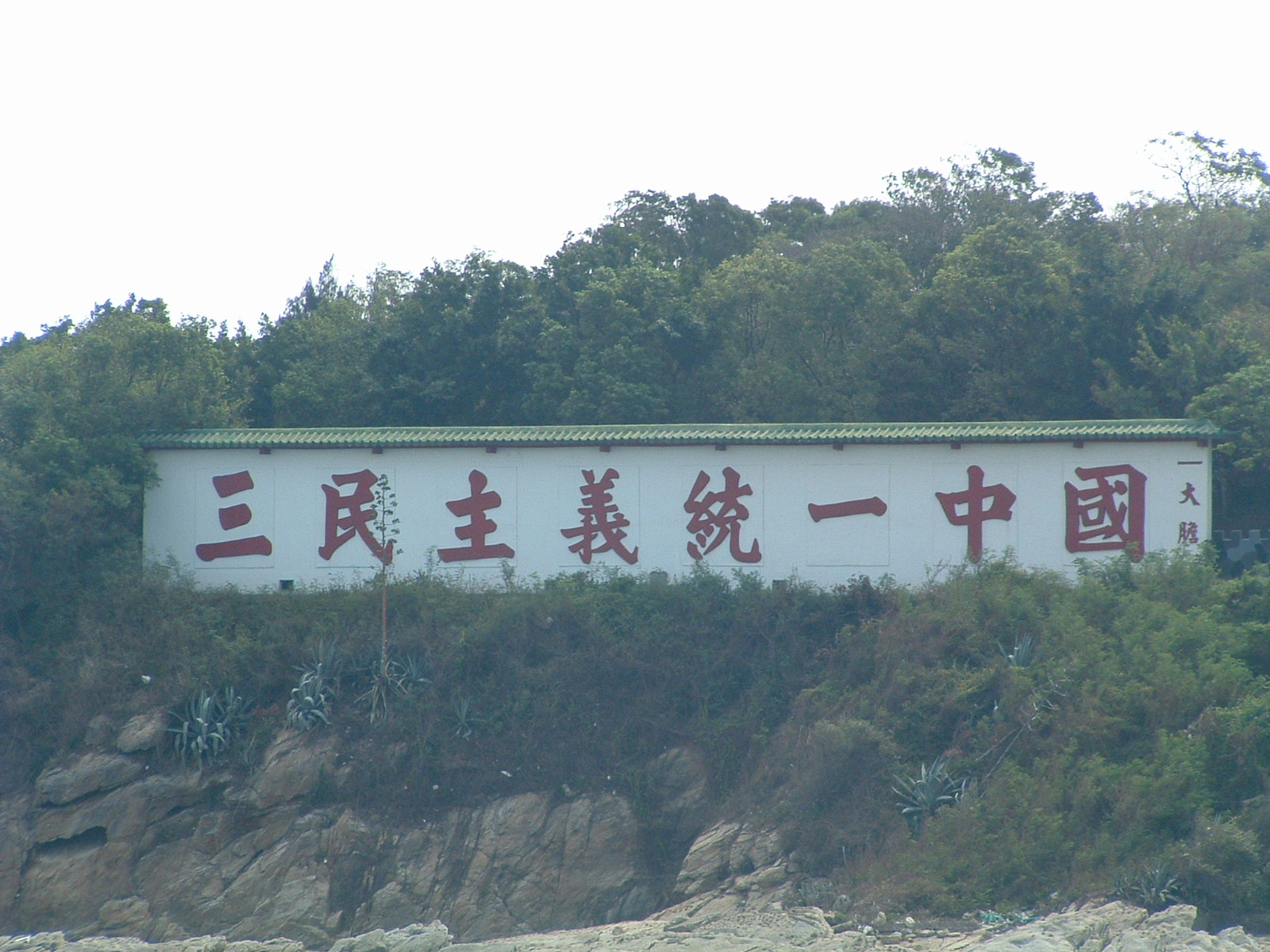
Napis na murze: „Trzy zasady ludowe tworzą jedne Chiny”

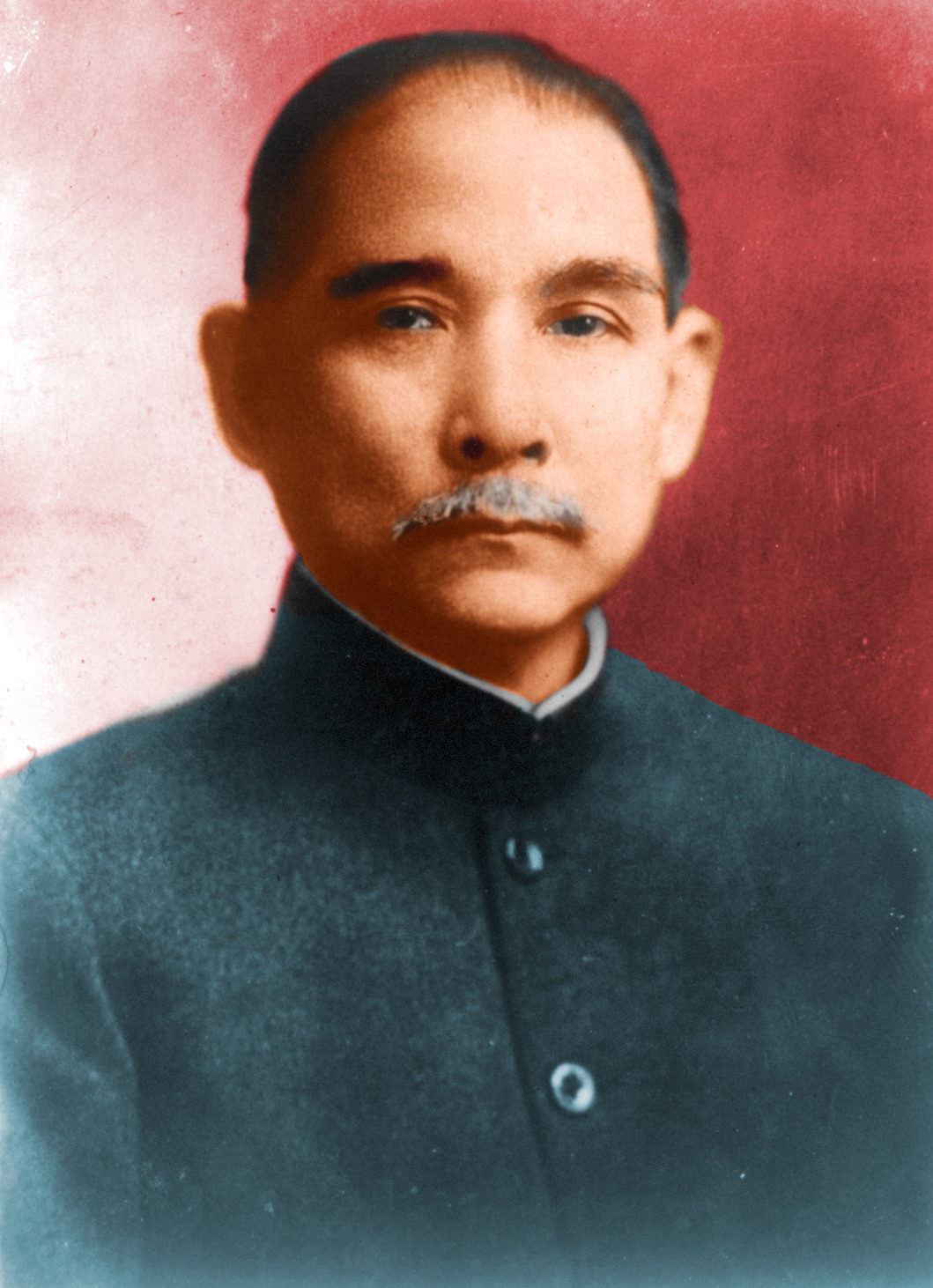
Sun Jat-sen

Doktryna Trzech zasad ludowych (chiń. upr. 三民主义; chiń. trad. 三民主義; pinyin Sānmín Zhǔyì; Wade-Giles San-min Chu-i) zwana też doktryną Sanmin – filozofia polityczna wykreowana przez Sun Jat-sena, aby Chińczycy byli wolnym, silnym i prosperującym narodem.
Spuścizna tej filozofii jest do dziś obecna w organizacjach rządowych Tajwanu, jest fundamentem partii Kuomintang (KMT), jest dewizą narodową Tajwanu oraz zaczyna słowa hymnu Republiki Chińskiej.

## Zasady

### Zasada Mínzú (民族主義)

Flaga Republiki Chińskiej w latach 1912-1928

Zasada Mínzú (trad. 民族主義, upr. 民族主义 pinyin Mínzú Zhǔyì) tłumaczona jest jako nacjonalizm, po chińsku „zjednoczenie ludu” bądź „rządy ludu”. Zasada ta oznacza wolność od dominacji Imperium Chińskiego. Aby to osiągnąć, opracował koncepcję nacjonalizmu obywatelskiego (中華民族, pinyin Zhōnghuá Mínzú) w przeciwieństwie do nacjonalizmu etnicznego tak, aby zjednoczyć pięć głównych grup narodowościowych w Chinach (Hanów, Mongołów, Tybetańczyków, Mandżurów i Ujgurów), co zostało ujęte we Fladze Republiki Chińskiej.

### Zasada Mínquán (民權主義)
Zasada Mínquán (trad. 民權主義, upr. 民权主义 pinyin Mínquán Zhǔyì) tłumaczona jako demokracja, w dosłownym tłumaczeniu „rządy ludu”. Sun Jat-sen podzielił demokrację rozumianą jako rządy konstytucji w stylu zachodnioeuropejskim na dwa rodzaje rządów:

#### Rządy polityczne
Rządy polityczne (chiń. 政权; pinyin zhèngquán) umożliwiają ludziom wyrażanie pragnień politycznych podobnie jak w innych krajach demokratycznych za pomocą Zgromadzenia Narodowego. Obywatele mają prawo do: wyborów (選舉), inicjatywy (創制), referendum (複決) i odwoływania urzędników (罷免).

#### Rządy wykonawcze
Rządy wykonawcze (chiń. 治权; pinyin zhìquán) są to innymi słowy kompetencje administracji. Koncepcja trójpodziału władz Monteskiusza została tu połączona z tradycją chińską: Sun Jat-sen podzielił władzę (chiń. 院, pinyin yuàn) na: ustawodawczą, wykonawczą, sądowniczą, kontrolną i egzaminacyjną. Dwie ostatnie wywodzą się z tradycyjnego podziału władzy w Chinach.

### Zasada Mínshēng (民生主義)
Zasada Mínshēng (trad. 民生主義, upr. 民生主义 pinyin Mínshēng Zhǔyì) w dosłownym tłumaczeniu „ludowy dobrobyt” lub „rząd ludowi”, czyli zasada socjalizmu. Koncepcja ta również oznacza opiekę społeczną.
Sun uważał, że przemysł jest równie ważny jak rolnictwo dla chińskiej gospodarki, w kwestii podatku gruntowego inspirował się koncepcją Henry’ego George’a, Georgizmem.
Podzielił środki do życia na transport, mieszkanie, jedzenie i odzież oraz planował, jak idealny rząd powinien to rozdzielić między ludzi.

## Inspiracja
Formułując tę ideologię, Sun inspirował się doświadczeniami z pobytu w Stanach Zjednoczonych i zawiera elementy myśli Abrahama Lincolna „rząd ludzi, przez ludzi, dla ludzi” i filozofią konfucjańską